# Kawlin
Kawlin är en kommun i Myanmar.   Den ligger i regionen Sagaingregionen, i den norra delen av landet, 400 km norr om huvudstaden Naypyidaw. Antalet invånare är 140 085.